# Groupes d'action patriotique
Pour les articles homonymes, voir GAP.
Les Groupes d'action patriotique (en italien : Gruppi di azione Patriottica) (GAP) étaient de petits groupes de partisans de la Résistance italienne formés par le commandement général des Brigades Garibaldi à la fin du mois de septembre 1943 à l'initiative du Parti communiste italien sur la base de l'expérience de la Résistance intérieure française.